# セチュラ砂漠

セチュラ砂漠

セチュラ砂漠（セチュラさばく）は、ペルーのピウラ地域の南、太平洋沿岸に沿って、アンデス山脈の麓まで内陸に位置する沿岸砂漠。その極端な乾燥は、冷たい沿岸水域の湧昇と亜熱帯の大気の沈下によって引き起こされるが、エルニーニョ現象が発生する年の間に時折洪水に見舞われることもある。 1728年、セチュラの町は津波で破壊され、後に現在の場所に再建された。1998年に、氾濫する川からの流出により、約145kmにおよぶ一時的な湖が形成された。アンデスから砂漠を横切って流れる短い川は、集中的な灌漑ベースの農業を支えている。

## 場所と範囲
ペルー内では、砂漠は、ピウラ県南部とランバイエケ県西部のペルーの北太平洋沿岸に沿って、20〜100の海岸から伸びる帯として説明されている。アンデス山脈まで内陸に向かって20～100km続いている。ピウラ市近くの北端で、セチュラ砂漠はタンベス-ピウラ乾燥林エコリージョンに移行する。ランバイエケ東部の多くを含むこの生息地は、赤道の乾燥林で構成されている。セチュラ砂漠の総面積は5000 km²に及ぶ。

## 歴史
砂漠である間、セチュラは川からの洪水と太平洋から押し寄せる嵐にさらされてきた。1728年、地震で発生した津波が内陸を襲い、セチュラの町を破壊し、その後、水辺に位置した。生存者は内陸に移動し、現在の場所に町を再建した。
エルニーニョ現象の年の間は砂漠で洪水が定期的に発生する。1998年、氾濫した河川からの流出水が沿岸のセチュラ砂漠に流れ込んだ。15年間、乾燥した硬い粘土の廃棄物しかなかった場所で、突然、長さ145 km、幅30 km、深さ3 mにもなるペルーで2番目に大きな湖が出現した。時折乾いた砂と粘土のドームが水面から突き出ている。

## 気候
ペルーの砂漠は、近くを通る海流の緩和効果により、気温の変化の範囲が狭くなっている。冷たい沿岸水域の湧昇と亜熱帯の大気の沈下のために、砂漠は地球上で最も乾燥したものの1つである。
南半球の夏（12月から3月）は暖かく晴れており、気温は35度を超える。日中の平均気温は24度以上になり南半球の冬（6月から9月）の天気は涼しくて曇りで、気温は夜は16度から日中は30度まで変化する。

## 地理

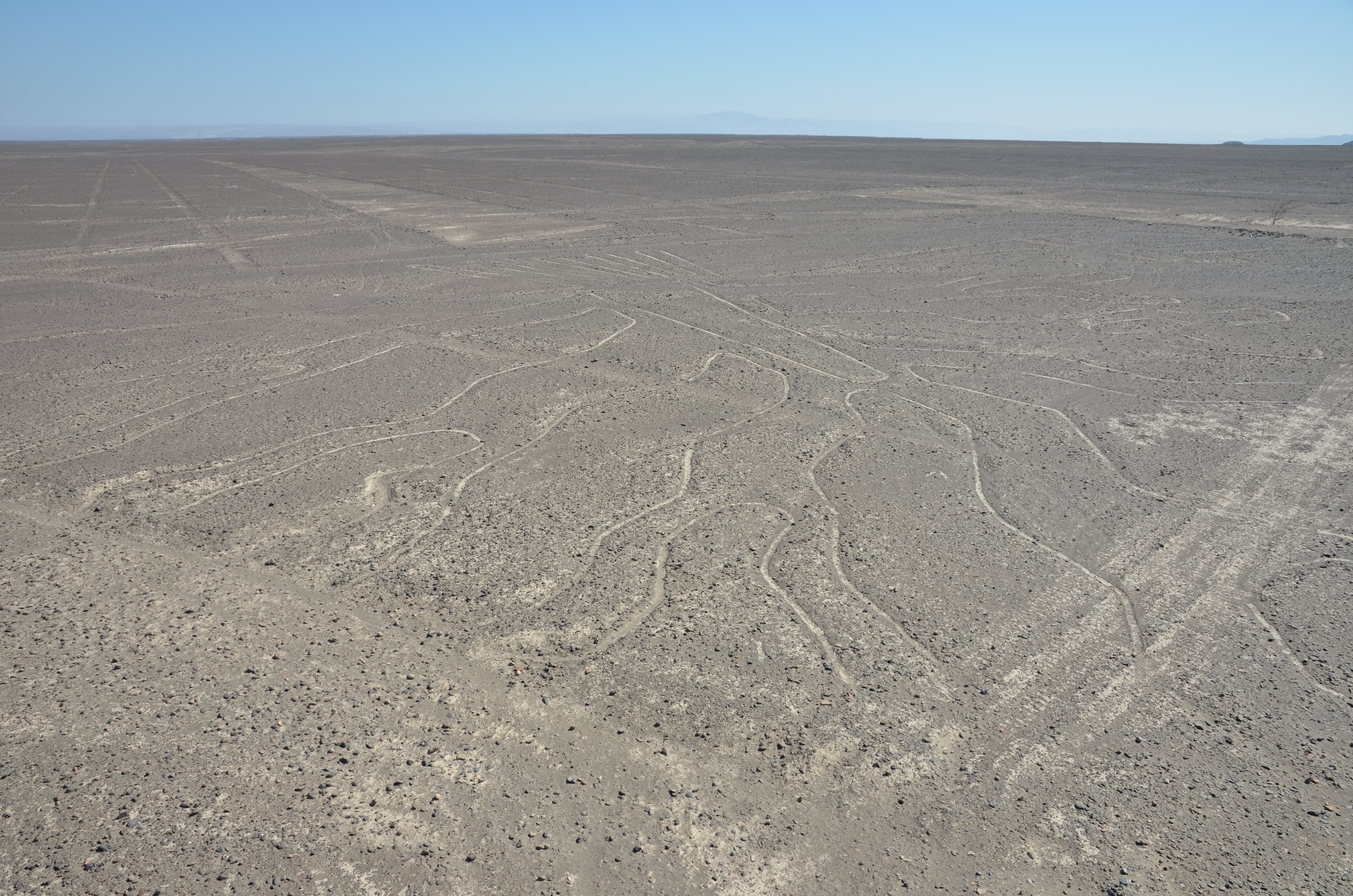
セチュラ砂漠のナスカの地上絵

ペルーとすべての南熱帯地域で最も低い地点であるバヨバル低地は、この砂漠にある。
セチュラを横切る多数の短い川は、何千年もの間、先史時代の先住民の居住地を支えていた。ここでは、モチェを含む多くの都市文化が栄えた。モチェは、魚、モルモット、ラクダ、カボチャ、ピーナッツで生き残った。シカン文化（西暦800年から1300年頃）はモチェを継承し、ロストワックスの金細工の洗練された技術を開発した。
川は肥沃な底地で集中的な灌漑農業を支えている。ピウラとチクラーヨを含むペルーの5つの最大の都市のうちの2つは、北部の農業地域内にある。